# SN 1962R
SN 1962R – niepotwierdzona supernowa typu II odkryta w grudniu 1962 roku w galaktyce UGC 1810. W momencie odkrycia miała maksymalną jasność 15,90m.